# 메두사 (2020년 영화)
《메두사》(Medusa)는 영국에서 제작된 매튜 B.C. 감독의 2020년 공포, 드라마 영화이다.

## 출연

### 주연
- 메건 퍼비스 : 칼리 비컨 역
- 사라 T. 코엔 : 시모네 역

### 조연
- 니콜라 라이트 : 발 역
- 스테파니 로지 : 엘사 역
- 이만다-제이드 타일러 : 컬트 멤버 역